# Läkarlegitimation i Sverige
Läkarlegitimation är ett intyg som utfärdas av Socialstyrelsen till den läkare som tagit läkarexamen, fullgjort allmäntjänstgöring samt besitter "sådana personliga egenskaper" som yrkesutövningen kräver. 
Läkarlegitimation medför rätten att självständigt förskriva läkemedel och bedriva medicinsk vård enligt Socialstyrelsens föreskrifter. En legitimerad läkare får även skriva vårdintyg. En läkare utan legitimation kan endast förskriva läkemedel inom ramen för ett förordnande, till exempel till den egna klinikens patienter under ett vikariat eller liknande. Verksamhet utanför den offentliga sjukvården, som att verka inom idrottsmedicin eller annan privat verksamhet, förutsätter läkarlegitimation.

## Historia
År 1688 blev rätten att verka som läkare reglerad och läkarna övervakades av Collegium Medicum.

## Prövotid och återkallande
Prövotid och återkallande av läkarlegitimation sker sedan 2011 av Hälso- och sjukvårdens ansvarsnämnd (HSAN) i enlighet med 8 kap. patientsäkerhetslagen. Den vanligaste grunden för återkallande är sedan lagändringen sjukdom, oftast i form av missbruksproblem eller psykisk sjukdom. Därefter följer i sjunkande ordning: grov oskicklighet, egen begäran, underlåtenhet att följa sin prövotidsplan, annan uppenbar olämplighet och till sist allvarlig brottslighet. Antalet återkallade legitimationer nådde en toppnotering 2019 med 31 återkallade läkarlegitimationer. Enligt HSAN:s ordförande har det skett en ökning av andelen läkare med utländsk utbildning bland oskicklighetsärendena. Man noterar också att flera av de läkare som fått legitimationen återkallad i missbruksärenden valt att arbeta som hyrläkare, vilket fördröjer upptäckten av riskindivider.